# Casa Magí Enrich
La casa Magí Enrich és un edifici situat al carrer de Sant Pere Més Alt, 44 de Barcelona, catalogat com a bé amb elements d'interès (categoria C).

## Història
El 1720, Teresa de Gualbes, vídua de Miquel de Clariana-Seva i d'Ardena (1653-1710), primer comte de Múnter, va establir la casa en emfiteusi al teixidor de lli Jaume Raurell, que al seu torn la vengué el 1733 a Onofre Rovira, ardiaca de Llobregat a la Seu de Barcelona. El 1739, aquest la vengué a l'adroguer Francesc Fals i Molas.
El 1779, la seva vídua i fills la vengueren al fuster Magí Enrich (també escrit Henrich) i Rovira, que tot seguit va demanar permís per a fer-hi reformes. La propietat va ser heretada pel seu fill Josep, casat amb Isabel Fontserè i Carrès, filla del fabricant d'indianes Pau Fontserè. Posteriorment, va passar a mans dels seus fills Josep (†1866), Pau (†1874) i Francesc Enrich i Fontserè (1805-1883), casat amb Rosa Capmany i Piqué, i a la mort d'aquest darrer, al seu fill Pau Enrich i Capmany.

## Descripció
Consta de planta baixa i quatre pisos, dos dels quals són producte d'una remunta recent que ha fet desaparèixer la solana del tercer pis.